# Anello (segno diacritico)
Un anello è un segno diacritico che può essere posizionato al di sopra (◌̊) o al di sotto (◌̥) delle lettere. 
Può venir combinato con alcune lettere per estendere l'alfabeto latino in varie situazioni.

## Anello superiore
Il carattere Å (å) presente in danese, norvegese, svedese e vallone è normalmente visto come una A con un anello al di sopra. Però nelle lingue nelle quali viene usato questa lettera è vista più come un simbolo unico che come una A con un segno diacritico.
Altri caratteri con l'anello diacritico sono Ů e ů (una U latina con l'anello al di sopra). Questi caratteri sono usati nella lingua ceca (nella quale l'anello è denominato kroužek), insieme al háček e al čárka  (simile ad un accento acuto) sopra molte altre lettere. La vocale “ů” mostra come la pronuncia di alcune parole si sia evoluta nei secoli. Per esempio, la parola “kůň” (cavallo; pronunciata ku:ɲ) che veniva scritta “kóň”, si è evoluta, insieme alla pronuncia, in “kuoň”. Negli ultimi tempi la vocale [o] scomparve completamente, e rimane solo come anello al di sopra della “u”. Le lettere ů e ú vengono pronunciate [u:] (u lunga). Per ragioni storiche, ů non può mai essere all'inizio di una parola, mentre ú è sempre ad inizio di parola o di radice di parola.
L'anello è anche usato nel dialetto bolognese (che è un dialetto della lingua emiliano-romagnola) per distinguere il suono /ʌ/ (å) da /a/ (a).
L'anello superiore è usato nell'alfabeto cirillico lituano promosso dalle autorità russe nell'ultimo quarto del XIX secolo nella lettera У̊ / у̊, usata per rappresentare il dittongo /u̯ɔ/ (scritto come uo nell'attuale ortografia lituana).
Molti altri caratteri possono essere creati in Unicode usando l'“anello combinante superiore” U+030A, incluso il carattere precedentemente menzionato у̊ (у cirillica con anello superiore) o anche ń̊ (n con accento acuto e anello superiore). L'anello superiore non combinato ha codifica U+02DA.

## Anello inferiore
Unicode codifica l'“anello combinante inferiore” come U+0325 (  ̥ ). Questo diacritico è usato nell'IPA  e negli studi indoeuropei per indicare le consonanti sillabiche (r̥ che corrisponde all'IPA [ɹ̩]).
| 1E00 | Ḁ | A latina maiuscola con un anello inferiore |
| 1E01 | ḁ | A latina minuscola con un anello inferiore |

## Mezzo anello
Esiste come segno diacritico anche il mezzo anello, codificato come carattere U+0351 (mezzo anello combinante destro) e U+0357 (mezzo anello combinante sinistro). Questi caratteri possono essere usati nell'IPA. Insieme alla a minuscola danno: a͑ e a͗. Possono venir visualizzate correttamente o meno a seconda del vostro user agent.
Altri simboli simili sono usati in armeno: il 'mezzo anello sinistro superiore' U+0559 ( ՙ ), e la virgola armena o 'mezzo anello destro superiore' U+055A ( ՚ ).
L'anello come segno diacritico non deve venir confuso con il punto superiore o la virgola usati come diacritici, insieme alla o combinante superiore (U+0366 ͦ), o con il simboli dei gradi °. Inoltre il simbolo Å (U+00C5) rappresenta l'ångström per cui l'Unicode include un simbolo di angstrom Å da usare per la conversione di applicazioni superate che usavano vecchie codifiche di pagina di alcuni linguaggi dell'estremo oriente che assomigliano ad Å.